# 连城山隧道
连城山隧道，原名“牛头山隧道”，位于中华人民共和国陕西省汉中市境内，是中国国家高速公路网纵向主线  银昆高速坪坎至汉中段的控制性工程“两隧一桥”之一，设计为双向六车道分离式公路隧道，单洞总长11577米（左线长5779米，右线长5798米）。围岩以绿泥石云母片岩，含少量方解石、云母及滑石成分，岩石呈片状构造，属高地应力软弱大变形围岩条件下的特长隧道。于2017年9月28日双幅贯通，12月28日随坪汉高速建成通车。

## 工程规模
隧道采用双向六车道分离式设计，单洞总长11.577公里，其中左线长5.779公里，右线长5.798公里，属特长隧道，隧道净宽14米、净高5米，最大开挖宽度19.6米。设置1座通风斜井，长度811米，净宽4米，净高5.2米，纵坡-13%。分为PH15、PH16两个标段建设：
- PH15标段：起讫桩号K191+798~K194+800，全长3002米[5]，起点接石门隧道出口，包括石门大桥1座及连城山隧道0.5座[6]。由中交第四公路工程局有限公司承建[7]。

- PH16标段：起讫桩号K194+800~K199+855.46，全长5055.5米，包括连城山隧道0.5座（包含3号斜井及便道），石门服务区1处，桥梁6座730.4米，天桥1座[5]。由中交二公局第三工程有限公司承建隧道左洞3120米、右洞3152米。2014年10月开工，2017年6月贯通[1]。

## 建设历程
2013年12月20日，陕西宝汉高速公路建设管理有限公司发布《宝汉高速公路坪坎至汉中（石门）段路基桥隧施工及监理服务招标资格预审公告》，其中PH15、PH16标段涉及连城山隧道。
2014年6月25日，中交二公局第三工程有限公司中标PH16标段。7月，隧道开工建设；8月开始进洞双向掘进；10月开始斜井掘进；10月27日，中交第四公路工程局有限公司中标PH15标段。12月24日，宝汉高速坪坎至汉中段施工图设计获得陕西省交通运输厅以陕交函〔2014〕1057号文件批复。
由于隧道出口至斜井段为软弱大变形围岩，虽然施工前期采取了多种施工方案及措施，但仍未能有效地控制隧道的有害变形。2016年11月19日，建设方邀请专家召开了“连城山隧道极软岩大变形段设计施工技术方案咨询会”，对施工技术方案进行会诊。11月26日，成立了驻连城山隧道现场指挥部。2017年5月14日，专家技术方案论证会召开，对试验段的施工方案及支护参数给予肯定，并对隧道前期出现病害处理给出建议方案。
2017年5月21日，隧道左洞6#－8#掌子面贯通；6月26日，右洞5#－7#掌子面贯通；8月10日，右洞1#－3#掌子面贯通，至此，右洞全线贯通；9月28日，左洞2#－4#掌子面贯通，至此，隧道双幅全面贯通。